# Davoser Zeitung
Die Davoser Zeitung ist eine deutschsprachige Lokalzeitung für die Region Davos im Schweizer Kanton Graubünden. Sie erschien von 1908 bis 1986 als Tageszeitung, seit 1986 noch zweimal wöchentlich. Herausgegeben wird sie von der Südostschweiz Mediengruppe. Die WEMF-beglaubigte Auflage beträgt 3'517 (Vj. 3'679) verkaufte bzw. 3'668 (Vj. 3'875) verbreitete Exemplare.

## Geschichte

### Gründung der Zeitung und Aufstieg von Davos
Die Davoser Zeitung schuf im 19. Jahrhundert in der Bevölkerung die geistige Bereitschaft für den Aufstieg des Bauerndorfs Davos zum weltberühmten Kurort. Ihrem Gründer, dem zugewanderten Hugo Richter, verdankt Davos zugleich auch seine Entdeckung als Luftkurort.
Der Buchhändler Hugo Richter (1841–1921) aus Königsberg erkrankte 1863 an Lungentuberkulose. Er reiste 1865 als einer der ersten Winterkurgäste nach Davos, wo er sich rasch erholte. Die Kunde von seiner Heilung machte Davos schlagartig berühmt. Nach einem Aufenthalt in Basel kehrte Richter nach Davos zurück, wo er eine Buchhandlung gründete und Bücher zu lokalen Themen verlegte. 1880 eröffnete er eine eigene Buchdruckerei.
In dieser Druckerei erschien unter seiner Leitung erstmals am 30. März 1881 das Wochenblatt für die Landschaft Davos, die direkte Vorgängerin der Davoser Zeitung. Die Zeitung richtete sich an die einheimische Bevölkerung und war zugleich auch Amtsblatt für die Landschaft Davos. Schon seit 1872 erschienen die Davoser Blätter, die sich aber an die Kurgäste richteten. Das Wochenblatt für die Landschaft Davos war von Beginn weg ein wichtiges Diskussionsforum für die touristische Entwicklung der Region. Zu Wort kamen vor allem die in Davos vorherrschenden Liberalen, die den Fortschritt vorantrieben. So setzte sich das Blatt 1886 vehement für den Bau der Bahnlinie von Landquart nach Davos ein.

### Verworrene Besitzverhältnisse
1890 fusionierten das Wochenblatt für die Landschaft Davos und das Bündner Volksblatt, die als Tageszeitung erschien. Die Zeitung trug danach den umständlichen Namen Davoser Zeitung und Bündner Volksblatt. Sie wurde 1892 vom rechtsliberalen Gründungskreis der Neuen Bündner Zeitung aufgekauft, der vor allem am Bündner Volksblatt interessiert war, während die Davoser Redaktion fortan die Davoser Zeitung produzierte. Ungeklärt sind die Besitzverhältnisse an der Davoser Zeitung in den weiteren 1890er Jahren. Die Erscheinungshäufigkeit der Zeitung wechselte in jenen Jahren mehrmals.
Hugo Richters Verdienste um die Entwicklung von Davos wurden gewürdigt. Als erster Zugezogener wurde er in politische und kirchliche Ämter gewählt. Er verkaufte die Davoser Zeitung und seine Buchdruckerei um 1900 an die neu gegründete Buchdruckerei Davos AG.

### Tageszeitung und Parteiorgan
Ab 1908 erschien die Davoser Zeitung täglich. Von 1917 bis 1945 war sie erklärtermassen «Organ der Freisinnig-demokratischen Partei», der früheren Liberalen. Danach löste sie sich allmählich von der starken Parteibindung, blieb aber freisinnig geprägt. Die andern Parteien kritisierten die Bevorzugung des Freisinns.

### Rückzug aufs Lokale
In den 1980er Jahren geriet die Davoser Zeitung (wie auch das Bündner Tagblatt) unter zunehmenden Konkurrenzdruck durch die moderne Bündner Zeitung, aus der später Die Südostschweiz hervorging. Die Davoser Zeitung musste von der täglichen Erscheinungsweise abkehren. Auch die nationale und internationale Berichterstattung wurden aufgegeben. Verstärkt wurde jedoch der lokale Bezug, der immer schon die Existenzberechtigung des Blattes ausgemacht hatte. Seit 1986 erscheint die Davoser Zeitung zweimal wöchentlich, am Dienstag und Freitag. Zur Betonung des Lokalen trägt sie seither den walserdeutschen Untertitel «Davoseri – ünschi Ziitig» (Die Davoserin – unsere Zeitung).

### Übernahme durch die Südostschweiz Mediengruppe
Im Juli 2007 übernahm die Südostschweiz Mediengruppe die Aktienmehrheit der Buchdruckerei Davos AG (Budag), der Besitzerin der Davoser Zeitung und der Klosterser Zeitung. Zuvor kam es zu Turbulenzen zwischen Redaktion und Verwaltungsrat der Budag. Nach der Übernahme wurden sowohl Redaktion als auch Verwaltungsrat ausgewechselt. Neuer Chefredaktor wurde Thomas Günter, der zuvor bei der bürgerlichen Zeitung Der Schweizerische Hauseigentümer beschäftigt war. Die Davoser Zeitung und die Klosterser Zeitung wechselten unter der neuen Besitzerin auch den Druckort: statt wie bis anhin im Druckzentrum Adligenswil von Ringier wird sie seither im Druckzentrum Haag (St. Galler Rheintal) der Südostschweiz Mediengruppe gedruckt. Per April 2019 wurden die beiden Zeitungen aus der Budag herausgelöst und sind seither der Südostschweiz Mediengruppe zugeteilt, währenddessen die Akzidenzdruck-Abteilung der Budag an die Tipografia Menghini aus Poschiavo verkauft wurde.

## Chefredaktoren

### Die Schreibenden von 1900 bis 2000
In der Jubiläumsschrift «100 Jahre Buchdruckerei Davos AG» wurde eine Liste mit allen (Chef-)Redaktoren bis zur Jahrtausendwende erstellt. Es sind dies:
- Andreas Laely 1897–1908
- Dr. O. Zoller 1908–1912
- Dr. Kaspar Laely 1912–1936
- Dr. P. Gadmer 1936–1941
- Dr. O. Beer 1941–1945
- P.Altheer 1945–1950
- Erwin Trenkwalder 1950–1956
- Dr. H. Schnider 1956–1960
- Erwin Trenkwalder 1960–1970
- F. Leuzinger 1970–1971
- W. Leiggener 1971–1973
- Max Pfister 1973–1979
- Max Pfister und Urs Giacobo 1979–1984
- Urs Giacobo und C. Schwizer 1984–1986
- Roland Poschung 1986–1988
- Hans Zimmermann 1988–1992
- Heinz Schneider 1992–1993
- Vladimir Pilman  1993–2004